# Palazzo Nazionale (Barcellona)

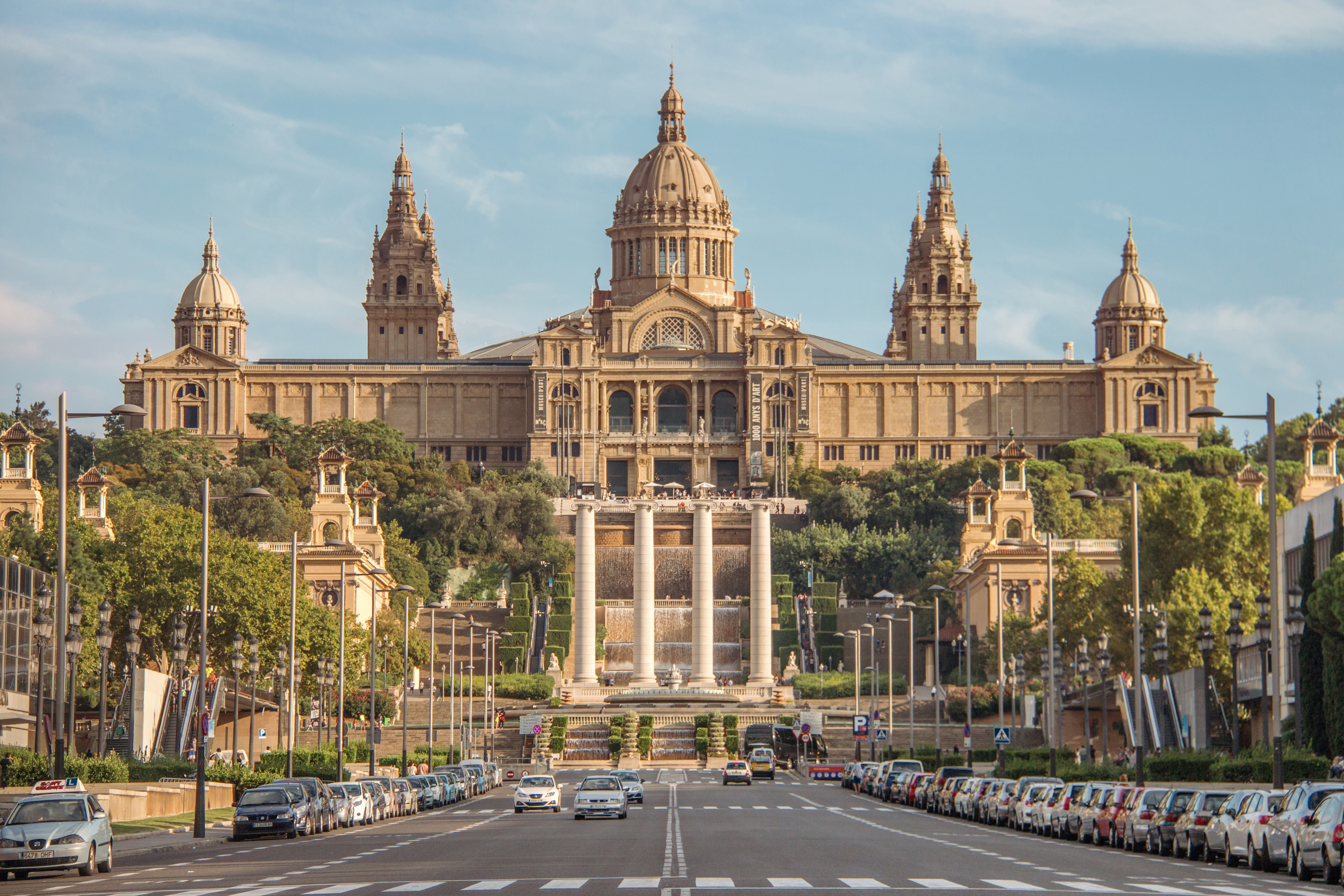
Il Palau Nacional

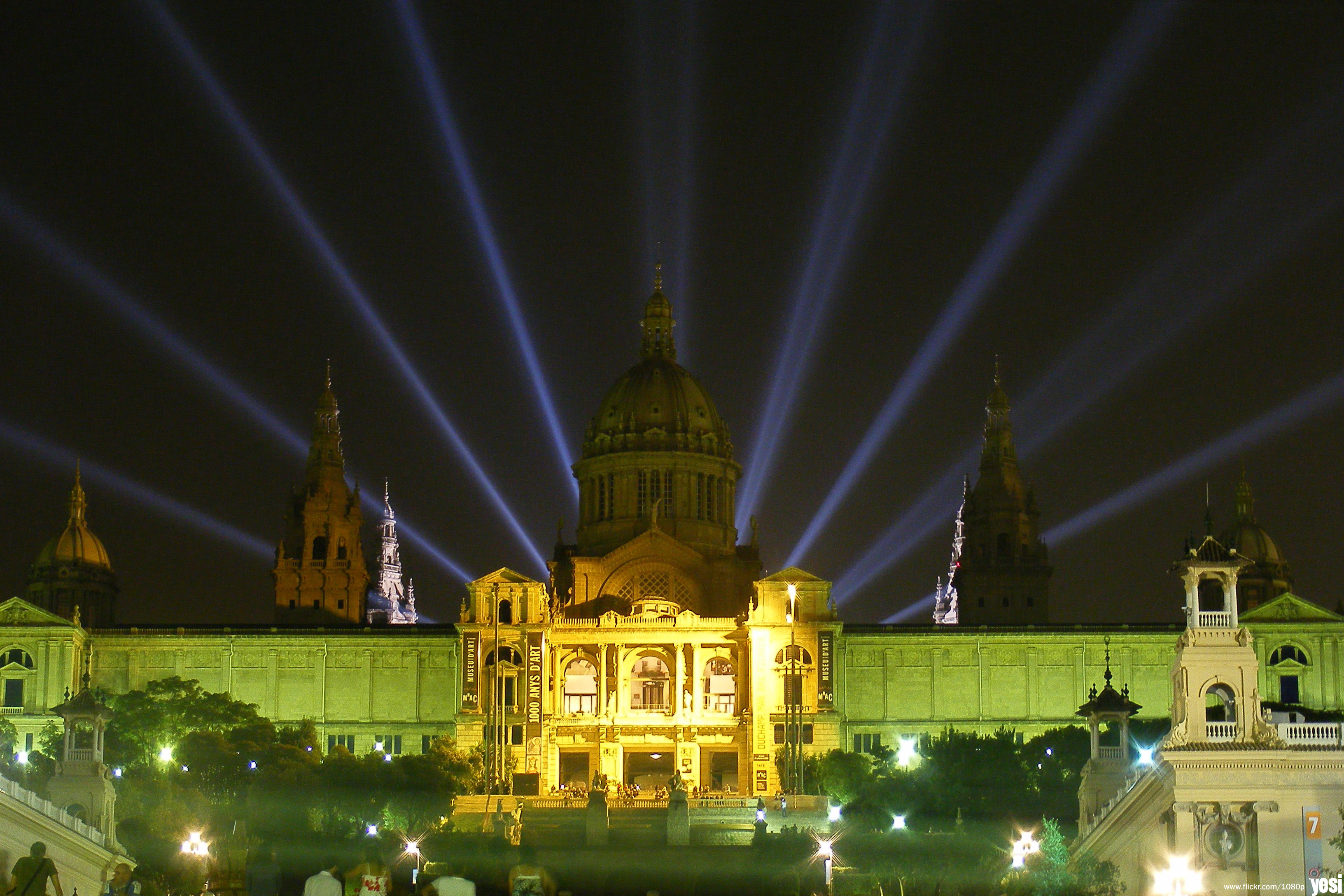
Visione notturna del Palau Nacional

Il Palazzo Nazionale (in catalano Palau Nacional, in spagnolo Palacio Nacional) è il palazzo che fu sede principale dell'esposizione universale di Barcellona del 1929, sito sulla Collina di Montjuic, disegnato dall'architetto modernista Josep Puig i Cadafalch.
Fu progettato da Eugenio Cendoya e Enric Catà sotto la supervisione di Pere Domènech i Roura.  
Dal 1934 è sede del Museo nazionale d'arte della Catalogna.
Con una superficie di 32000 m², l'edificio ispirato dal rinascimento spagnolo ha una base rettangolare, fiancheggiata da due sezioni laterali e da una parte posteriore, con una cupola ellittica al centro. Le fontane dalle scale che conducono al palazzo sono opera di Carles Buïgas.
Tra il 1996 ed il 2004 il palazzo è stato esteso per tenere la collezione di oltre 5000 pezzi del Museo d'Arte Nazionale.